# امپراتور فوشیمی
امپراتور فوشیمی (به ژاپنی: 伏見天皇 Fushimi-tennō)؛ (زاده ۱۰ مه ۱۲۶۵ درگذشته) نود و دومین امپراتور ژاپن بر اساس نظام سنتی جانشینی پادشاهان ژاپن است. سلطنت وی از ۱۲۸۷ تا ۱۲۹۸ به طول انجامید.